# Lebián
Lebián (o Lipián o Lebiantu) fue un toqui mapuche entre 1769 y 1774, que encabezó a las tropas pehuenches contra el Imperio Español en Chile durante la rebelión de 1769, en el contexto de la Guerra de Arauco.

## Biografía
El 3 de diciembre de 1769, Lebián lideró un malón contra la zona del río de La Laja y de Los Ángeles capturando cabezas de ganado y destruyendo todas las estancias que encontraba a su paso. Las tropas españolas enviadas en su contra fueron derrotadas y forzadas a retirarse a Los Ángeles. Alentado por la victoria, Lebián atacó el fuerte Santa Bárbara dos días después, y si bien lamentó algunas pérdidas, sus huestes lograron prender fuego a la ciudad y tomar el ganado encontrado en el área.
Al final de la guerra formó parte de la delegación enviada a Santiago para hacer la paz en 1774. Ese mismo año también participó en una pelea contra el toqui Aillapagui.

### Asesinato
En septiembre de 1776, de acuerdo a la política de lealtad recompensada del gobernador Agustín de Jáuregui, Lebián fue nombrado soldado distinguido del ejército español y viajó a la ciudad de Los Ángeles para reunirse con el Maestre de Campo Ambrosio O'Higgins. Mientras retornaba a su hogar, una banda de españoles lo emboscó y lo mató. Uno de los sospechosos fue un capitán llamado Dionisio Contreras, pero no hubo manera de comprobarlo. Se rumoreaba que el maestre O'Higgins había dispuesto la muerte como parte de una política encaminada a eliminar por tales medios a dirigentes mapuches hostiles o fuertes en lugar de una guerra abierta, pero O'Higgins negó responsabilidad por la emboscada, persiguió a los asesinos y mandó a ahorcar a uno de ellos.